# Perdento
Perdento, perdendosi (wł.) – zanikając; określenie dynamiczne stosowane czasem przy zakończeniach utworu; oznacza stopniowe ściszanie, zamieranie dźwięku przy równoczesnym zwalnianiu tempa.